# Иван Ковачич Ефенка
Иван Ковачич Ефенка (Долењи Подборшт, код Н. Места, 28. јануар 1921 — Љубљана, 14. новембар 1963), учесник Народноослободилачке борбе, друштвено-политички радник СР Словеније и народни херој Југославије.

## Биографија
Рођен је 28. јануара 1921. године у селу Долењи Подборшт код Новог Места. После завршене основне школе, учио је пекарски занат и тим послом се бавио до капитулације Краљевине Југославије.
После окупације земље, одмах се укључио у Народноослободилачки покрет Југославије и брзо постао запажени активиста Освободилне фронте, обављајући разне послове, од скупљања прилога, обавештајног рада до курирских послова.
Почетком јануара 1942. године, Ковачич је ступио у партизане, где је вршио дужност курира и повремено учествовао у борбама око Новог Места и Жужемберка. После многих борби, првобитно је био политички комесар чете у Првом батаљону Западнодолењског партизанског одреда, а убрзо и командир чете с којом је изводио више успешних акција. С четом се истакао у акцији рушења воза код Рибнице, у Кочевју, као и у уништавању италијанске колоне у Заградецу, где је убијено око 80 италијанских фашиста.
Када је формирана бригада „Тоне Томшич“, вршио је дужност командира чете, учествујући у борбама у Рошкој офанзиви и у Јеленовом Жлебу. У борби за Мирну, порушио је железничку пругу и учествовао у борбама против белогардиста код Сеница, Мокрог Поља, у Сухој Крајини код Амбруса. Командант батаљона Ковачич је постао априла 1943. године, а већ јула исте године заменик команданта Томшичеве бригаде. У том својству учествовао је у борбама код Ајдовца, Села у Нотрањској, код Лашча и Кочевја.
Командант „Томшичеве бригаде“ постао је децембра 1943. године и с Четрнаестом дивизијом НОВЈ, у чијем је саставу била и ова бригада, ишао је преко Хрватске у Штајерску, учествујући у борбама код Сеновог у Војнику, за Линдек, Беле Воде и Чрнивец код Камника. Ковачич се истакао у свим борбама. Посебан подвиг учинио је у пробоју дивизије из Пашког Козјака на Похорју. Окружена снажним непријатељским обручем, дивизија је била у веома тешкој ситуацији. Ковачич је дошао у штаб дивизије и затражио да му се дозволи да с четири батаљона изврши пробој. После добивања дозволе, Ковачич је на челу својих батаљона, у снажном и добро промишљеном јуришу, разбио непријатељски обруч и тако омогућио пробој и извлачење целе дивизије из ове критичне ситуације.
Ковачич је, јула 1944. године, постао заменик команданта Четрнаесте дивизије, а већ идућег месеца примио је дужност заменика команданта Четврте оперативне зоне. И у овом периоду Ефенка се истакао у борбама за Шмартно, Рибницу на Похорју, Оплотницу, Пашки Козјак, Коњишку Гору и остало. Јануара 1945. године постављен је за команданта Четрнаесте дивизије, након чега је учествовао у свим акцијама јединице код Шент Андража, Војника, Дравограда, у Корушкој близу Клагенфурта, учествујући у легендарном маршу ове дивизије кроз Штајерску и Корушку.
После ослобођења, Ковачич је прешао у цивилну службу и непрекидно је биран за народног посланика у Народној скупштини Словеније и Савезној народној скупштини. Од краја рата до смрти живео је у Цељу.
Умро је 14. новембра 1963. године у Љубљани.
Носилац је Партизанске споменице 1941. и осталих домаћих и страних одликовања међу којима су пољски Партизански крст и Чешки крст. Орденом народног хероја одликован је 21. јула 1953. године.
Данас једна основна школа у Цељу носи његово име, а у кругу школе налази се и његово попрсје.